# Chilobrachys brevipes
Chilobrachys brevipes är en spindelart som först beskrevs av Tamerlan Thorell 1897. Chilobrachys brevipes ingår i släktet Chilobrachys och familjen fågelspindlar.
Artens utbredningsområde är Myanmar. Inga underarter finns listade i Catalogue of Life.